# Антуан (сеньор Монако)
Антуан (фр. Antoine, итал. Antonio) — сеньор Монако в 1419—1427 годах. Сын Ренье II и его жены Изабеллы Ассинари.
5 июня 1419 года Жан I отвоевал Монако у Генуи и стал править совместно с братьями Антуаном и Амбруазом: Антуан правил в Рокебрюне, Амбруаз — в Ментоне, Жан I — в Монако.
В 1427 году Антуан умер, а Амбруаз отрёкся от своей доли; Жан стал единоличным сеньором Монако.